# Club Brugge in het seizoen 2013/14
In het seizoen 2013/14 ging Club Brugge op zoek naar een eerste landstitel sinds 2005. De West-Vlamingen namen daarvoor in de zomer afscheid van onder meer doelman Bojan Jorgačević, topschutter Carlos Bacca en aanvoerders Ryan Donk en Carl Hoefkens. In ruil verwelkomde de club onder andere gewezen Gouden Schoen Timmy Simons, de Australische doelman Mathew Ryan en Anderlechtspits Tom De Sutter.
Club Brugge ving het seizoen aan met de Spaanse coach Juan Carlos Garrido, die vanaf de eerste speeldag veel speelkansen gaf aan jongeren als Birger Verstraete, Brandon Mechele, Björn Engels, Boli Bolingoli en Tuur Dierckx. Vooral de 21-jarige Maxime Lestienne ontpopte zich tot een van de smaakmakers van het team. Hoewel die aanpak van Garrido resulteerde in een snelle uitschakeling in de voorrondes van de UEFA Europa League – Club Brugge werd uit het toernooi gewipt door het bescheiden Slask Wroclaw – was blauw-zwart de enige club die in de competitie in het spoor kon blijven van leider Standard Luik. Het was dan ook een verrassing toen Garrido na de zevende speeldag van het bestuur te horen kreeg dat hij mocht vertrekken. In afwachting van een nieuwe coach nam assistent-trainer Philippe Clement tijdelijk het roer over en won blauw-zwart met 4-0 van rivaal RSC Anderlecht. Enkele dagen later werd Michel Preud'homme voorgesteld als nieuwe coach. De Belgische succestrainer begon met twee zeges, maar zag zijn elftal dan drie keer op rij verliezen. Niet alleen Club Brugge zakte in die periode weg in het klassement, ook sterkhouder Lestienne kreeg het steeds moeilijker om zich in de kijker te spelen.
Pas na de winterstop leek Club Brugge voor het eerst aangepast aan de spelwijze van Preud'homme en stapelden de uitstekende resultaten zich op. Zo won blauw-zwart onder meer met 3-1 van KRC Genk, met 2-5 van Oud-Heverlee Leuven en met 1-0 van leider Standard. Club rukte opnieuw op naar de tweede plaats in het klassement en sloot de reguliere competitie af met vier punten achterstand op de Rouches.
In play-off I trok Club Brugge de lijn door; op de openingsspeeldag werd KSC Lokeren met 5-1 ingeblikt. Een week later liep het echter mis. Club Brugge verloor met 3-0 van Anderlecht en wist die nederlaag niet meteen recht te zetten. Een week later ging blauw-zwart ook onderuit tegen Zulte Waregem, dat met 2-1 won na een late treffer van Gouden Schoen Thorgan Hazard. De West-Vlamingen vielen tijdelijk terug naar de vierde plaats, maar veroverden nadien zeven punten in drie wedstrijden. Het team van Preud'homme leek klaar om Anderlecht volledig uit de titelkoers te slaan, maar verloor voor eigen volk tegen tien Brusselaars verrassend met 0-1, na een eigen doelpunt van Thomas Meunier. Club Brugge leek aangeslagen, maar hield zichzelf in de race om de titel door vervolgens met 0-1 te winnen van leider Standard. Met nog twee speeldagen te gaan, maakte Club Brugge nog steeds kans om kampioen te worden. Maar op de voorlaatste speeldag raakte blauw-zwart niet voorbij Genk. Het werd 3-2 voor de Limburgers. Door de nederlaag was de titeldroom definitief voorbij. Club Brugge sloot het seizoen af op de derde plaats.

## Spelers A-kern
| No. | Land                 | Naam                 | Competitie | Beker van België | Europa League | Positie                                         | Vorige club            |
| --- | -------------------- | -------------------- | ---------- | ---------------- | ------------- | ----------------------------------------------- | ---------------------- |
| 2   | Vlag van Noorwegen   | Tom Høgli            | 21 (1)     | 1 (0)            | 2 (0)         | Rechtsachter / Linksachter                      | Tromsø IL              |
| 3   | Vlag van België      | Timmy Simons         | 38 (7)     | 2 (0)            | 2 (0)         | Verdedigende middenvelder / Centrale verdediger | FC Nürnberg            |
| 4   | Vlag van Costa Rica  | Óscar Duarte         | 22 (0)     | 1 (0)            | 2 (1)         | Centrale verdediger                             | Deportivo Saprissa     |
| 5   | Vlag van Zweden      | Fredrik Stenman      | 0 (0)      | 0 (0)            | 0 (0)         | Linksachter                                     | FC Groningen           |
| 6   | Vlag van Ghana       | Enoch Adu ¹          | 8 (0)      | 0 (0)            | 0 (0)         | Verdedigende middenvelder                       | FC Nordsjælland        |
| 7   | Vlag van Burundi     | Mohamed Tchité       | 4 (0)      | 0 (0)            | 0 (0)         | Spits                                           | Standard Luik          |
| 8   | Vlag van Israël      | Lior Refaelov        | 33 (4)     | 2 (0)            | 2 (1)         | Flankaanvaller                                  | Maccabi Haifa          |
| 9   | Vlag van België      | Tom De Sutter        | 33 (12)    | 2 (0)            | 2 (1)         | Spits                                           | RSC Anderlecht         |
| 10  | Vlag van Denemarken  | Jesper Jørgensen     | 33 (6)     | 2 (1)            | 0 (0)         | Centrale middenvelder                           | AA Gent                |
| 11  | Vlag van België      | Jonathan Blondel     | 2 (1)      | 0 (0)            | 2 (0)         | Centrale middenvelder                           | Tottenham Hotspur      |
| 13  | Vlag van Spanje      | Víctor Vázquez       | 20 (2)     | 1 (0)            | 1 (0)         | Aanvallende middenvelder                        | FC Barcelona           |
| 14  | Vlag van Denemarken  | Jim Larsen           | 0 (0)      | 0 (0)            | 0 (0)         | Centrale verdediger                             | Rosenborg BK           |
| 15  | Vlag van China       | Wang Shangyuan       | 7 (1)      | 0 (0)            | 2 (0)         | Aanvallende middenvelder                        | Beijing Sangao         |
| 16  | Vlag van België      | Maxime Lestienne     | 39 (11)    | 2 (0)            | 1 (0)         | Flankaanvaller                                  | Excelsior Moeskroen    |
| 17  | Vlag van Polen       | Waldemar Sobota      | 32 (6)     | 2 (0)            | 0 (0)         | Rechtsbuiten                                    | Śląsk Wrocław          |
| 19  | Vlag van België      | Thomas Meunier       | 32 (3)     | 1 (0)            | 0 (0)         | Flankaanvaller / Rechtsachter                   | Excelsior Virton       |
| 20  | Vlag van Griekenland | Spyros Fourlanos ¹   | 0 (0)      | 0 (0)            | 0 (0)         | Middenvelder                                    | Panathinaikos          |
| 21  | Vlag van Australië   | Mathew Ryan          | 40 (0)     | 2 (0)            | 2 (0)         | Doelman                                         | Central Coast Mariners |
| 22  | Vlag van IJsland     | Eiður Guðjohnsen     | 28 (4)     | 0 (0)            | 2 (0)         | Aanvallende middenvelder / Spits                | Cercle Brugge          |
| 24  | Vlag van Griekenland | Valentinos Vlachos ¹ | 0 (0)      | 0 (0)            | 0 (0)         | Rechtsachter                                    | AEK Athene             |
| 27  | Vlag van Portugal    | Elton Monteiro       | 0 (0)      | 0 (0)            | 0 (0)         | Centrale verdediger                             | Arsenal FC             |
| 28  | Vlag van België      | Laurens De Bock      | 33 (0)     | 1 (0)            | 2 (0)         | Linksachter                                     | KSC Lokeren OV         |
| 30  | Vlag van Chili       | Nicolás Castillo ²   | 12 (2)     | 0 (0)            | 0 (0)         | Spits                                           | Universidad Catolica   |
| 32  | Vlag van België      | Vadis Odjidja-Ofoe   | 30 (3)     | 2 (0)            | 0 (0)         | Centrale middenvelder                           | Hamburger SV           |
| 33  | Vlag van Servië      | Vladan Kujović       | 0 (0)      | 0 (0)            | 0 (0)         | Doelman                                         | Willem II              |
| 40  | Vlag van België      | Björn Engels         | 33 (5)     | 2 (0)            | 0 (0)         | Centrale verdediger                             | eiegn jeugd            |
| 41  | Vlag van België      | Birger Verstraete    | 4 (0)      | 0 (0)            | 1 (0)         | Centrale middenvelder                           | eigen jeugd            |
| 42  | Vlag van België      | Nikola Storm         | 3 (0)      | 0 (0)            | 0 (0)         | Flankaanvaller                                  | eigen jeugd            |
| 44  | Vlag van België      | Brandon Mechele      | 25 (0)     | 1 (0)            | 2 (0)         | Centrale verdediger / Rechtsachter              | eigen jeugd            |
| 50  | Vlag van België      | Sven Dhoest          | 0 (0)      | 0 (0)            | 0 (0)         | Doelman                                         | eigen jeugd            |
| 55  | Vlag van België      | Tuur Dierckx         | 6 (0)      | 0 (0)            | 1 (0)         | Flankaanvaller                                  | eigen jeugd            |
| 63  | Vlag van België      | Boli Bolingoli       | 7 (1)      | 1 (0)            | 1 (0)         | Linksbuiten / Linksachter                       | eigen jeugd            |
| 90  | Vlag van Nigeria     | Kehinde Fatai        | 8 (1)      | 2 (0)            | 0 (0)         | Spits                                           | Astra Giurgiu          |

 Aanvoerder

¹ Vertrokken tijdens de winterstop.

² Aangeworven tijdens de winterstop.

## Uitrustingen
Shirtsponsor(s): Belfius

Sportmerk: Nike
| Thuis | Uit | Alternatief | Doelman | Doelman | Doelman | Doelman | Training |

## Trainersstaf
| Functie                                      | Naam                   | Nationaliteit | Opmerking                                                                                        |
| -------------------------------------------- | ---------------------- | ------------- | ------------------------------------------------------------------------------------------------ |
| Hoofdtrainer                                 | Michel Preud'homme     | België        | Vanaf 23 september 2013.                                                                         |
| Hoofdtrainer                                 | Juan Carlos Garrido    | Spanje        | Ontslagen op 19 september 2013.                                                                  |
| Assistent-trainer / Linietrainer verdediging | Philippe Clement       | België        | Ad interim van 19 t.e.m. 22 september 2013.                                                      |
| Assistent-trainer / Linietrainer middenveld  | Stephan Van der Heyden | België        |                                                                                                  |
| Assistent-trainer                            | Stan Van den Buys      | België        | Vanaf 23 september 2013.                                                                         |
| Keeperstrainer                               | Jan Van Steenberghe    | België        | Vanaf 29 januari 2014.                                                                           |
| Keeperstrainer                               | Ricardo López          | Spanje        | Vroeg op 18 oktober 2013 opnieuw een spelerslicentie aan. Contract stopgezet op 27 januari 2014. |
| Linietrainer aanval                          | Kenneth Brylle         | Denemarken    |                                                                                                  |
| Performance coach                            | Siebe Hannosset        | België        |                                                                                                  |
| Fysiektrainer                                | Joost Desender         | België        |                                                                                                  |
| Fysiektrainer                                | Jorge Simó             | Spanje        |                                                                                                  |

## Bestuur
| Functie             | Naam             | Nationaliteit | Opmerking            |
| ------------------- | ---------------- | ------------- | -------------------- |
| Voorzitter          | Bart Verhaeghe   | België        |                      |
| Algemeen manager    | Vincent Mannaert | België        |                      |
| Sportief directeur  | Arnar Grétarsson | IJsland       |                      |
| Commercieel manager | Patrick Orlans   | België        | Tot 1 november 2013. |

## Transfers

### Zomer

#### Uitgaand
- Carl Hoefkens (V, gaat naar Lierse SK)
- Colin Coosemans (D, gaat naar Waasland-Beveren)
- Ryan Donk (V, gaat naar Kasımpaşa)
- Bojan Jorgačević (D, gaat naar Kayseri Erciyesspor)
- Jannes Vansteenkiste (V, gaat naar Antwerp FC)
- Thibaut Van Acker (M, gaat naar Cercle Brugge)
- Fries Deschilder (M, gaat naar FC Eindhoven)
- Björn Vleminckx (A, gaat naar Kayseri Erciyesspor)
- Carlos Bacca (A, gaat naar Sevilla)
- Bart Buysse (V, gaat naar Cercle Brugge)
- Michael Almebäck (V, gaat naar Brøndby)
- Maxime Gunst (V, gaat naar FC Eindhoven)
- Jordi Figueras (V, gaat naar Real Betis)

##### Verhuurd
- Jimmy De Jonghe (V, naar Lierse SK tot juni 2014)
- Ivan Trickovski (M, naar Waasland-Beveren tot juni 2014)
- Zinho Gano (A, naar Lommel United tot juni 2014)
- Mushaga Bakenga (A, naar Esbjerg fB tot juni 2014)

#### Inkomend
- Tuur Dierckx (M, komt over van de jeugd)
- Boli Bolingoli (A, komt over van de jeugd)
- Nikola Storm (A, komt over van de jeugd)
- Spyros Fourlanos (M, komt over van Panathinaikos)
- Elton Monteiro (V, komt over van Arsenal)
- Mathew Ryan (D, komt over van Central Coast Mariners)
- Timmy Simons (M, komt over van FC Nürnberg)
- Wang Shangyuan (A, komt over van Beijing Yicheng BTV Sangao)
- Tom De Sutter (A, komt over van RSC Anderlecht)
- Waldemar Sobota (M, komt over van Śląsk Wrocław)
- Valentinos Vlachos (V, komt over van AEK Athene)

##### Gehuurd
- Kehinde Fatai (A, van Astra Ploiești tot juni 2014)

### Winter

##### Verhuurd
- Spyros Fourlanos (M, naar Kalloni FC tot juni 2014)
- Valentinos Vlachos (V, naar Aris FC tot juni 2014)
- Enoch Adu (M, naar Stabæk Fotball tot juni 2014)
- Elton Monteiro (V, naar Académica Coimbra tot juni 2014)

#### Inkomend
- Nicolás Castillo (A, komt over van Universidad Católica)
- Floriano Vanzo (A, komt over van Parma FC)

## Jupiler Pro League

### Wedstrijden
| Wedstrijddetails                                              | Thuisploeg                                                       | Uitslag                     | Uitploeg                                                          | Opstelling | Kaarten                                                      |
| ------------------------------------------------------------- | ---------------------------------------------------------------- | --------------------------- | ----------------------------------------------------------------- | --- | ------------------------------------------------------------ |
| Heenronde                                                     |                                                                  |                             |                                                                   | |                                                              |
| 26 juli 2013 20:30 Jan Breydelstadion Brugge                  | Club Brugge                                                      | 2-0                         | Sporting Charleroi                                                | Ryan Verstraete, Høgli, Mechele, De Bock Blondel, Simons, Wang Lestienne (89' Bolingoli), Gudjohnsen (60' De Sutter), Refaelov (84' Dierckx)    | 21' Simons 62' Wang 86' Ryan                                 |
| 26 juli 2013 20:30 Jan Breydelstadion Brugge                  | 66' Wang 90+2' Blondel                                           | 1-0 2-0                     |                                                                   | Ryan Verstraete, Høgli, Mechele, De Bock Blondel, Simons, Wang Lestienne (89' Bolingoli), Gudjohnsen (60' De Sutter), Refaelov (84' Dierckx)    | 21' Simons 62' Wang 86' Ryan                                 |
| 4 augustus 2013 20:30 Albertparkstadion Oostende              | KV Oostende                                                      | 1-2                         | Club Brugge                                                       | Ryan Høgli, Engels, Mechele, De Bock Verstraete, Gudjohnsen (67' Wang), Blondel Refaelov (56' Lestienne), De Sutter, Bolingoli (81' Vázquez)    | 63' Verstraete 72' Mechele 80' De Sutter                     |
| 4 augustus 2013 20:30 Albertparkstadion Oostende              | 23' Brillant                                                     | 0-1 1-1 1-2                 | 3' Engels 64' Bolingoli                                           | Ryan Høgli, Engels, Mechele, De Bock Verstraete, Gudjohnsen (67' Wang), Blondel Refaelov (56' Lestienne), De Sutter, Bolingoli (81' Vázquez)    | 63' Verstraete 72' Mechele 80' De Sutter                     |
| 11 augustus 2013 14:30 Jan Breydelstadion Brugge              | Club Brugge                                                      | 1-1                         | Zulte Waregem                                                     | Ryan Høgli, Engels, Mechele, De Bock Wang (69' Bolingoli), Simons, Adu Lestienne, De Sutter (76' Gudjohnsen), Refaelov (84' Dierckx)            | 12' Lestienne 58' Refaelov                                   |
| 11 augustus 2013 14:30 Jan Breydelstadion Brugge              | 17' Simons                                                       | 1-0 1-1                     | 77' Naessens                                                      | Ryan Høgli, Engels, Mechele, De Bock Wang (69' Bolingoli), Simons, Adu Lestienne, De Sutter (76' Gudjohnsen), Refaelov (84' Dierckx)            | 12' Lestienne 58' Refaelov                                   |
| 17 augustus 2013 18:00 Achter de Kazerne Mechelen             | KV Mechelen                                                      | 1-2                         | Club Brugge                                                       | Ryan Høgli, Engels, Mechele, De Bock Verstraete (79' Duarte), Simons, Wang (60' Bolingoli) Lestienne, De Sutter, Refaelov (70' Dierckx)         | 56' Engels 59' De Bock 65' Bolingoli 76' De Bock 87' Dierckx |
| 17 augustus 2013 18:00 Achter de Kazerne Mechelen             | 71' De Witte                                                     | 0-1 1-1 1-2                 | 38' De Sutter 85' Simons                                          | Ryan Høgli, Engels, Mechele, De Bock Verstraete (79' Duarte), Simons, Wang (60' Bolingoli) Lestienne, De Sutter, Refaelov (70' Dierckx)         | 56' Engels 59' De Bock 65' Bolingoli 76' De Bock 87' Dierckx |
| 25 augustus 2013 14:30 Jan Breydelstadion Brugge              | Club Brugge                                                      | 1-1                         | AA Gent                                                           | Ryan Høgli, Duarte, Mechele, Bolingoli Verstraete (79' Odjidja), Simons, Wang (60' Dierckx) Lestienne, De Sutter, Refaelov (66' Gudjohnsen)     | 41' Refaelov 88' Bolingoli                                   |
| 25 augustus 2013 14:30 Jan Breydelstadion Brugge              | 11' Høgli                                                        | 1-0 1-1                     | 44' Pedersen                                                      | Ryan Høgli, Duarte, Mechele, Bolingoli Verstraete (79' Odjidja), Simons, Wang (60' Dierckx) Lestienne, De Sutter, Refaelov (66' Gudjohnsen)     | 41' Refaelov 88' Bolingoli                                   |
| 1 september 2013 20:30 Freethiel Beveren                      | Waasland-Beveren                                                 | 1-2                         | Club Brugge                                                       | Ryan Høgli, Duarte, Mechele, Bolingoli Adu (88' Wang), Simons, Jørgensen Lestienne, De Sutter (81' Odjidja), Refaelov (74' Meunier)             | 48' Jørgensen                                                |
| 1 september 2013 20:30 Freethiel Beveren                      | 90+3' Blondelle                                                  | 0-1 0-2 1-2                 | 2' Lestienne 56' Jørgensen                                        | Ryan Høgli, Duarte, Mechele, Bolingoli Adu (88' Wang), Simons, Jørgensen Lestienne, De Sutter (81' Odjidja), Refaelov (74' Meunier)             | 48' Jørgensen                                                |
| 14 september 2013 20:00 Jan Breydelstadion Brugge             | Club Brugge                                                      | 4-1                         | Lierse SK                                                         | Ryan Meunier, Engels, Mechele, Bolingoli Odjidja, Simons, Jørgensen Lestienne, De Sutter, Refaelov (70' Sobota)                                 |                                                              |
| 14 september 2013 20:00 Jan Breydelstadion Brugge             | 43' Lestienne 63' Jørgensen 81' De Sutter 90+1' De Sutter        | 1-0 2-0 2-1 3-1 4-1         | 71' Bourabia                                                      | Ryan Meunier, Engels, Mechele, Bolingoli Odjidja, Simons, Jørgensen Lestienne, De Sutter, Refaelov (70' Sobota)                                 |                                                              |
| 21 september 2013 20:00 Jan Breydelstadion Brugge             | Club Brugge                                                      | 4-0                         | RSC Anderlecht                                                    | Ryan Meunier, Engels, Mechele, Høgli Odjidja (89' Adu), Simons, Jørgensen Sobota, De Sutter (80' Fatai), Lestienne (87' Refaelov)               | 39' De Sutter 45' Simons 50' Meunier 71' Ryan                |
| 21 september 2013 20:00 Jan Breydelstadion Brugge             | 32' Simons 59' Lestienne 76' Lestienne 88' Fatai                 | 1-0 2-0 3-0 4-0             |                                                                   | Ryan Meunier, Engels, Mechele, Høgli Odjidja (89' Adu), Simons, Jørgensen Sobota, De Sutter (80' Fatai), Lestienne (87' Refaelov)               | 39' De Sutter 45' Simons 50' Meunier 71' Ryan                |
| 28 september 2013 20:00 Stade Charles Tondreau Bergen         | RAEC Mons                                                        | 0-1                         | Club Brugge                                                       | Ryan Meunier, Engels, Mechele, Høgli Odjidja, Simons, Jørgensen (85' Adu) Sobota, De Sutter (78' Gudjohnsen), Lestienne (90+2' Fatai)           | 24' Høgli 27' Engels 51' Sobota 68' Simons                   |
| 28 september 2013 20:00 Stade Charles Tondreau Bergen         |                                                                  | 0-1                         | 3' Lestienne                                                      | Ryan Meunier, Engels, Mechele, Høgli Odjidja, Simons, Jørgensen (85' Adu) Sobota, De Sutter (78' Gudjohnsen), Lestienne (90+2' Fatai)           | 24' Høgli 27' Engels 51' Sobota 68' Simons                   |
| 5 oktober 2013 20:00 Jan Breydelstadion Brugge                | Club Brugge                                                      | 1-0                         | Oud-Heverlee Leuven                                               | Ryan Meunier, Engels, Mechele, Høgli Odjidja, Simons, Jørgensen Sobota (87' Refaelov), De Sutter (73' Fatai), Lestienne                         | 53' Lestienne 56' Lestienne 89' Jørgensen                    |
| 5 oktober 2013 20:00 Jan Breydelstadion Brugge                | 34' Odjidja                                                      | 1-0                         |                                                                   | Ryan Meunier, Engels, Mechele, Høgli Odjidja, Simons, Jørgensen Sobota (87' Refaelov), De Sutter (73' Fatai), Lestienne                         | 53' Lestienne 56' Lestienne 89' Jørgensen                    |
| 20 oktober 2013 18:00 Guldensporenstadion Kortrijk            | KV Kortrijk                                                      | 4-1                         | Club Brugge                                                       | Ryan Meunier, Engels, Mechele, De Bock Odjidja, Simons, Jørgensen (65' Vázquez) Sobota, De Sutter, Refaelov (65' Fatai)                         | 8' De Sutter 37' De Sutter 66' Odjidja 90+1' Engels          |
| 20 oktober 2013 18:00 Guldensporenstadion Kortrijk            | 21' Santini 57' Coulibaly 64' Santini 90+3' Santini              | 1-0 1-1 2-1 3-1 4-1         | 32' Engels                                                        | Ryan Meunier, Engels, Mechele, De Bock Odjidja, Simons, Jørgensen (65' Vázquez) Sobota, De Sutter, Refaelov (65' Fatai)                         | 8' De Sutter 37' De Sutter 66' Odjidja 90+1' Engels          |
| 27 oktober 2013 14:30 Jan Breydelstadion Brugge               | Club Brugge                                                      | 0-2                         | KRC Genk                                                          | Ryan Meunier, Engels, Mechele, De Bock Odjidja (82' Fatai), Simons, Jørgensen Lestienne, Gudjohnsen (65' Vázquez), Refaelov (65' Sobota)        | 25' Engels                                                   |
| 27 oktober 2013 14:30 Jan Breydelstadion Brugge               |                                                                  | 0-1 0-2                     | 43' Vossen 85' Hyland                                             | Ryan Meunier, Engels, Mechele, De Bock Odjidja (82' Fatai), Simons, Jørgensen Lestienne, Gudjohnsen (65' Vázquez), Refaelov (65' Sobota)        | 25' Engels                                                   |
| 31 oktober 2013 20:30 Jan Breydelstadion Brugge               | Cercle Brugge                                                    | 2-0                         | Club Brugge                                                       | Ryan Meunier, Engels, Duarte, Høgli (46' De Bock) Odjidja, Simons, Vázquez Sobota, De Sutter (62' Gudjohnsen), Lestienne (87' Refaelov)         | 40' Vázquez 42' Duarte 77' Meunier 90+2' Gudjohnsen          |
| 31 oktober 2013 20:30 Jan Breydelstadion Brugge               | 22' Buyl 79' Kabananga                                           | 1-0 2-0                     |                                                                   | Ryan Meunier, Engels, Duarte, Høgli (46' De Bock) Odjidja, Simons, Vázquez Sobota, De Sutter (62' Gudjohnsen), Lestienne (87' Refaelov)         | 40' Vázquez 42' Duarte 77' Meunier 90+2' Gudjohnsen          |
| 3 november 2013 18:00 Jan Breydelstadion Brugge               | Club Brugge                                                      | 1-0                         | KSC Lokeren                                                       | Ryan Meunier, Engels, Duarte, De Bock Odjidja, Simons, Vázquez (80' Jørgensen) Sobota (87' Refaelov), De Sutter (69' Gudjohnsen), Lestienne     | 51' Lestienne 82' Sobota                                     |
| 3 november 2013 18:00 Jan Breydelstadion Brugge               | 21' De Sutter                                                    | 1-0                         |                                                                   | Ryan Meunier, Engels, Duarte, De Bock Odjidja, Simons, Vázquez (80' Jørgensen) Sobota (87' Refaelov), De Sutter (69' Gudjohnsen), Lestienne     | 51' Lestienne 82' Sobota                                     |
| 10 november 2013 14:30 Stade Maurice Dufrasne Luik            | Standard Luik                                                    | 0-0                         | Club Brugge                                                       | Ryan Meunier, Duarte, Mechele, De Bock Odjidja, Simons, Jørgensen Sobota (66' Refaelov), De Sutter, Lestienne (85' Tchité)                      | 80' Lestienne 90' Jørgensen                                  |
| 10 november 2013 14:30 Stade Maurice Dufrasne Luik            |                                                                  |                             |                                                                   | Ryan Meunier, Duarte, Mechele, De Bock Odjidja, Simons, Jørgensen Sobota (66' Refaelov), De Sutter, Lestienne (85' Tchité)                      | 80' Lestienne 90' Jørgensen                                  |
| Terugronde                                                    |                                                                  |                             |                                                                   | |                                                              |
| 24 november 2013 18:00 Daknamstadion Lokeren                  | KSC Lokeren                                                      | 0-3                         | Club Brugge                                                       | Ryan Meunier, Duarte (56' Jørgensen), Mechele, De Bock Odjidja, Simons, Gudjohnsen (80' Vázquez) Refaelov (90+1' Høgli), De Sutter, Lestienne   | 61' Refaelov 74' Meunier                                     |
| 24 november 2013 18:00 Daknamstadion Lokeren                  |                                                                  | 0-1 0-2 0-3                 | 36' Lestienne 45' De Sutter 85' Simons                            | Ryan Meunier, Duarte (56' Jørgensen), Mechele, De Bock Odjidja, Simons, Gudjohnsen (80' Vázquez) Refaelov (90+1' Høgli), De Sutter, Lestienne   | 61' Refaelov 74' Meunier                                     |
| 30 november 2013 20:00 Jan Breydelstadion Brugge              | Club Brugge                                                      | 2-0                         | KV Oostende                                                       | Ryan Meunier, Simons, Mechele, De Bock Jørgensen, Odjidja, Vázquez Refaelov (88' Gudjohnsen), De Sutter (90+5' Adu), Lestienne (85' Sobota)     |                                                              |
| 30 november 2013 20:00 Jan Breydelstadion Brugge              | 67' De Sutter 90+4' De Sutter                                    | 1-0 2-0                     |                                                                   | Ryan Meunier, Simons, Mechele, De Bock Jørgensen, Odjidja, Vázquez Refaelov (88' Gudjohnsen), De Sutter (90+5' Adu), Lestienne (85' Sobota)     |                                                              |
| 7 december 2013 20:00 Jan Breydelstadion Brugge               | Club Brugge                                                      | 3-0                         | KV Mechelen                                                       | Ryan Høgli, Simons, Engels, De Bock Odjidja, Jørgensen (82' Adu), Vázquez Lestienne (75' Storm), Gudjohnsen (90+1' Fatai), Sobota               |                                                              |
| 7 december 2013 20:00 Jan Breydelstadion Brugge               | 23' Odjidja 34' Gudjohnsen 71' Jørgensen                         | 1-0 2-0 3-0                 |                                                                   | Ryan Høgli, Simons, Engels, De Bock Odjidja, Jørgensen (82' Adu), Vázquez Lestienne (75' Storm), Gudjohnsen (90+1' Fatai), Sobota               |                                                              |
| 15 december 2013 20:30 Stade du Pays de Charleroi Charleroi   | Sporting Charleroi                                               | 2-2                         | Club Brugge                                                       | Ryan Meunier, Simons, Engels, De Bock Odjidja, Jørgensen, Vázquez Lestienne, Gudjohnsen (67' Tchité), Sobota (84' Fatai)                        | 60' De Bock 69' Engels 85' Odjidja                           |
| 15 december 2013 20:30 Stade du Pays de Charleroi Charleroi   | 61' Pollet 69' Kaya                                              | 0-1 0-2 1-2 2-2             | 30' Sobota 45+1' Lestienne                                        | Ryan Meunier, Simons, Engels, De Bock Odjidja, Jørgensen, Vázquez Lestienne, Gudjohnsen (67' Tchité), Sobota (84' Fatai)                        | 60' De Bock 69' Engels 85' Odjidja                           |
| 22 december 2013 14:30 Ghelamco Arena Gent                    | AA Gent                                                          | 1-3                         | Club Brugge                                                       | Ryan Meunier, Engels, Duarte, Høgli Odjidja, Simons, Vázquez (87' De Bock) Lestienne, Tchité (82' Jørgensen), Sobota (87' Storm)                | 57' Sobota 64' Engels 86' Høgli                              |
| 22 december 2013 14:30 Ghelamco Arena Gent                    | 31' Pedersen                                                     | 0-1 1-1 1-2 1-3             | 10' Sobota 53' Sobota 64' Lestienne                               | Ryan Meunier, Engels, Duarte, Høgli Odjidja, Simons, Vázquez (87' De Bock) Lestienne, Tchité (82' Jørgensen), Sobota (87' Storm)                | 57' Sobota 64' Engels 86' Høgli                              |
| 26 december 2013 20:30 Jan Breydelstadion Brugge              | Club Brugge                                                      | 1-2                         | Waasland-Beveren                                                  | Ryan Meunier, Simons, Duarte, De Bock Odjidja, Jørgensen (59' Gudjohnsen), Vázquez (46' Adu) Lestienne, Tchité (75' Dierckx), Sobota            | 20' Tchité 60' De Bock                                       |
| 26 december 2013 20:30 Jan Breydelstadion Brugge              | 2' Simons                                                        | 1-0 1-1 1-2                 | 3' Bojovic 51' Trickovski                                         | Ryan Meunier, Simons, Duarte, De Bock Odjidja, Jørgensen (59' Gudjohnsen), Vázquez (46' Adu) Lestienne, Tchité (75' Dierckx), Sobota            | 20' Tchité 60' De Bock                                       |
| 18 januari 2014 20:00 Herman Vanderpoortenstadion Lier        | Lierse SK                                                        | 1-1                         | Club Brugge                                                       | Ryan Høgli, Engels, Mechele, De Bock Odjidja, Simons, Vázquez (90+3' Jørgensen) Lestienne, Gudjohnsen, Sobota                                   | 90' Sobota                                                   |
| 18 januari 2014 20:00 Herman Vanderpoortenstadion Lier        | 90+2' Hazurov                                                    | 0-1 1-1                     | 51' Vázquez                                                       | Ryan Høgli, Engels, Mechele, De Bock Odjidja, Simons, Vázquez (90+3' Jørgensen) Lestienne, Gudjohnsen, Sobota                                   | 90' Sobota                                                   |
| 26 januari 2014 18:00 Constant Vanden Stockstadion Anderlecht | RSC Anderlecht                                                   | 2-0                         | Club Brugge                                                       | Ryan Høgli, Engels, Mechele, De Bock Odjidja, Simons (79' Meunier), Vázquez Refaelov (46' Jørgensen), Fatai (60' De Sutter), Lestienne          | 90' Engels                                                   |
| 26 januari 2014 18:00 Constant Vanden Stockstadion Anderlecht | 39' Mitrovic 88' N'Sakala                                        | 1-0 2-0                     |                                                                   | Ryan Høgli, Engels, Mechele, De Bock Odjidja, Simons (79' Meunier), Vázquez Refaelov (46' Jørgensen), Fatai (60' De Sutter), Lestienne          | 90' Engels                                                   |
| 1 februari 2014 20:00 Jan Breydelstadion Brugge               | Club Brugge                                                      | 2-1                         | RAEC Mons                                                         | Ryan Meunier, Engels, Mechele, De Bock Odjidja, Simons, Vázquez (79' Refaelov) Sobota (69' Gudjohnsen), De Sutter (90+3' Jørgensen), Lestienne  |                                                              |
| 1 februari 2014 20:00 Jan Breydelstadion Brugge               | 81' Gudjohnsen 88' Refaelov                                      | 1-0 1-1 2-1                 | 86' Chatelle                                                      | Ryan Meunier, Engels, Mechele, De Bock Odjidja, Simons, Vázquez (79' Refaelov) Sobota (69' Gudjohnsen), De Sutter (90+3' Jørgensen), Lestienne  |                                                              |
| 9 februari 2014 18:00 Cristal Arena Genk                      | KRC Genk                                                         | 1-3                         | Club Brugge                                                       | Ryan Meunier, Engels, Mechele, De Bock Odjidja, Simons, Jørgensen Refaelov (71' Gudjohnsen), De Sutter (80' Castillo), Sobota (90+1' Lestienne) | 68' Odjidja                                                  |
| 9 februari 2014 18:00 Cristal Arena Genk                      | 31' Gerkens                                                      | 1-0 1-1 1-2 1-3             | 45' Odjidja 57' Engels 90+2' Castillo                             | Ryan Meunier, Engels, Mechele, De Bock Odjidja, Simons, Jørgensen Refaelov (71' Gudjohnsen), De Sutter (80' Castillo), Sobota (90+1' Lestienne) | 68' Odjidja                                                  |
| 14 februari 2014 20:30 Jan Breydelstadion Brugge              | Club Brugge                                                      | 3-1                         | KV Kortrijk                                                       | Ryan Meunier, Engels, Mechele, De Bock Odjidja, Simons, Jørgensen Refaelov (90+4' Sobota), De Sutter (67' Castillo), Lestienne (73' Gudjohnsen) | 43' Odjidja                                                  |
| 14 februari 2014 20:30 Jan Breydelstadion Brugge              | 29' Simons 40' Lestienne 63' Simons                              | 1-0 2-0 3-0 3-1             | 88' Jørgensen (own)                                               | Ryan Meunier, Engels, Mechele, De Bock Odjidja, Simons, Jørgensen Refaelov (90+4' Sobota), De Sutter (67' Castillo), Lestienne (73' Gudjohnsen) | 43' Odjidja                                                  |
| 23 februari 2014 14:30 Den Dreef Leuven                       | Oud-Heverlee Leuven                                              | 2-5                         | Club Brugge                                                       | Ryan Meunier, Engels, Mechele, De Bock (62' Høgli) Odjidja (90+1' Duarte), Simons, Jørgensen Refaelov (69' Lestienne), De Sutter, Sobota        | 16' De Bock 31' Mechele                                      |
| 23 februari 2014 14:30 Den Dreef Leuven                       | 71' Kostovski 79' Reynaud                                        | 0-1 0-2 0-3 0-4 1-4 2-4 2-5 | 1' Meunier 22' Refaelov 53' Jørgensen 57' De Sutter 82' Lestienne | Ryan Meunier, Engels, Mechele, De Bock (62' Høgli) Odjidja (90+1' Duarte), Simons, Jørgensen Refaelov (69' Lestienne), De Sutter, Sobota        | 16' De Bock 31' Mechele                                      |
| 2 maart 2014 14:30 Jan Breydelstadion Brugge                  | Club Brugge                                                      | 1-0                         | Standard Luik                                                     | Ryan Meunier, Engels, Mechele, De Bock Odjidja, Simons, Jørgensen Refaelov (87' Sobota), De Sutter (72' Castillo), Lestienne (83' Gudjohnsen)   | 35' Odjidja 82' Mechele                                      |
| 2 maart 2014 14:30 Jan Breydelstadion Brugge                  | 77' Jørgensen                                                    | 1-0                         |                                                                   | Ryan Meunier, Engels, Mechele, De Bock Odjidja, Simons, Jørgensen Refaelov (87' Sobota), De Sutter (72' Castillo), Lestienne (83' Gudjohnsen)   | 35' Odjidja 82' Mechele                                      |
| 8 maart 2014 20:00 Regenboogstadion Waregem                   | Zulte Waregem                                                    | 1-1                         | Club Brugge                                                       | Ryan Meunier, Engels, Duarte, De Bock Refaelov, Simons, Jørgensen Sobota (83' Høgli), De Sutter (88' Castillo), Lestienne (73' Gudjohnsen)      | 56' Lestienne 75' Sobota 85' Ryan 89' Castillo               |
| 8 maart 2014 20:00 Regenboogstadion Waregem                   | 86' Leye                                                         | 0-1 1-1                     | 54' Engels                                                        | Ryan Meunier, Engels, Duarte, De Bock Refaelov, Simons, Jørgensen Sobota (83' Høgli), De Sutter (88' Castillo), Lestienne (73' Gudjohnsen)      | 56' Lestienne 75' Sobota 85' Ryan 89' Castillo               |
| 16 maart 2014 18:00 Jan Breydelstadion Brugge                 | Club Brugge                                                      | 2-0                         | Cercle Brugge                                                     | Ryan Meunier, Engels, Duarte, De Bock Gudjohnsen, Simons, Jørgensen Refaelov (46' Castillo), De Sutter (71' Sobota), Lestienne (90+3' Vázquez)  | 3' De Sutter 64' Meunier 84' Castillo                        |
| 16 maart 2014 18:00 Jan Breydelstadion Brugge                 | 53' Meunier 90' Meunier                                          | 1-0 2-0                     |                                                                   | Ryan Meunier, Engels, Duarte, De Bock Gudjohnsen, Simons, Jørgensen Refaelov (46' Castillo), De Sutter (71' Sobota), Lestienne (90+3' Vázquez)  | 3' De Sutter 64' Meunier 84' Castillo                        |
| Play-off I                                                    |                                                                  |                             |                                                                   | |                                                              |
| 28 maart 2014 20:30 Jan Breydelstadion Brugge                 | Club Brugge                                                      | 5-1                         | KSC Lokeren                                                       | Ryan Høgli, Engels, Duarte, De Bock Gudjohnsen (75' Vázquez), Simons, Jørgensen Refaelov (89' Sobota), De Sutter (80' Castillo), Lestienne      |                                                              |
| 28 maart 2014 20:30 Jan Breydelstadion Brugge                 | 10' Refaelov 27' Engels 61' De Sutter 63' Refaelov 90+1' Vázquez | 1-0 2-0 3-1 4-1 5-1         | 57' Odoi                                                          | Ryan Høgli, Engels, Duarte, De Bock Gudjohnsen (75' Vázquez), Simons, Jørgensen Refaelov (89' Sobota), De Sutter (80' Castillo), Lestienne      |                                                              |
| 6 april 2014 20:00 Constant Vanden Stockstadion Anderlecht    | RSC Anderlecht                                                   | 3-0                         | Club Brugge                                                       | Ryan Meunier, Engels, Duarte, De Bock Gudjohnsen (69' Vázquez), Simons, Jørgensen (61' Odjidja) Refaelov (83' Sobota), De Sutter, Lestienne     |                                                              |
| 6 april 2014 20:00 Constant Vanden Stockstadion Anderlecht    | 22' Tielemans 32' Cyriac 40' Cyriac                              | 1-0 2-0 3-0                 |                                                                   | Ryan Meunier, Engels, Duarte, De Bock Gudjohnsen (69' Vázquez), Simons, Jørgensen (61' Odjidja) Refaelov (83' Sobota), De Sutter, Lestienne     |                                                              |
| 12 april 2014 18:00 Regenboogstadion Waregem                  | Zulte Waregem                                                    | 2-1                         | Club Brugge                                                       | Ryan Meunier, Engels, Duarte, De Bock Odjidja (79' Gudjohnsen), Simons, Jørgensen (68' Vázquez) Refaelov (73' Sobota), De Sutter, Lestienne     | 16' Simons 20' Refaelov 58' Meunier                          |
| 12 april 2014 18:00 Regenboogstadion Waregem                  | 45+2' Naessens 90+1' Hazard                                      | 1-0 1-1 2-1                 | 85' De Sutter                                                     | Ryan Meunier, Engels, Duarte, De Bock Odjidja (79' Gudjohnsen), Simons, Jørgensen (68' Vázquez) Refaelov (73' Sobota), De Sutter, Lestienne     | 16' Simons 20' Refaelov 58' Meunier                          |
| 16 april 2014 20:30 Jan Breydelstadion Brugge                 | Club Brugge                                                      | 2-0                         | KRC Genk                                                          | Ryan Meunier, Engels, Duarte, De Bock Odjidja (82' Gudjohnsen), Simons, Jørgensen Refaelov, De Sutter (89' Dierckx), Lestienne (85' Sobota)     | 22' Duarte                                                   |
| 16 april 2014 20:30 Jan Breydelstadion Brugge                 | 71' Jørgensen 88' De Sutter                                      | 1-0 2-0                     |                                                                   | Ryan Meunier, Engels, Duarte, De Bock Odjidja (82' Gudjohnsen), Simons, Jørgensen Refaelov, De Sutter (89' Dierckx), Lestienne (85' Sobota)     | 22' Duarte                                                   |
| 21 april 2014 14:30 Jan Breydelstadion Brugge                 | Club Brugge                                                      | 0-0                         | Standard Luik                                                     | Ryan Meunier, Engels, Duarte, De Bock Odjidja (85' Sobota), Simons, Jørgensen Refaelov (74' Vázquez), De Sutter (78' Castillo), Lestienne       | 70' Jørgensen                                                |
| 21 april 2014 14:30 Jan Breydelstadion Brugge                 |                                                                  |                             |                                                                   | Ryan Meunier, Engels, Duarte, De Bock Odjidja (85' Sobota), Simons, Jørgensen Refaelov (74' Vázquez), De Sutter (78' Castillo), Lestienne       | 70' Jørgensen                                                |
| 26 april 2014 18:00 Daknamstadion Lokeren                     | KSC Lokeren                                                      | 1-3                         | Club Brugge                                                       | Ryan Meunier, Engels (84' Mechele), Duarte, De Bock Odjidja (57' Gudjohnsen), Simons, Jørgensen Sobota, Castillo (65' De Sutter), Lestienne     | 17' De Bock 79' Simons                                       |
| 26 april 2014 18:00 Daknamstadion Lokeren                     | 40' Harbaoui                                                     | 1-0 1-1 1-2 1-3             | 62' Gudjohnsen 68' De Sutter 90+5' Sobota                         | Ryan Meunier, Engels (84' Mechele), Duarte, De Bock Odjidja (57' Gudjohnsen), Simons, Jørgensen Sobota, Castillo (65' De Sutter), Lestienne     | 17' De Bock 79' Simons                                       |
| 4 mei 2014 18:00 Jan Breydelstadion Brugge                    | Club Brugge                                                      | 0-1                         | RSC Anderlecht                                                    | Ryan Meunier, Engels, Duarte, De Bock Gudjohnsen (46' Castillo), Simons (83' Odjidja), Jørgensen Sobota, De Sutter, Lestienne (74' Refaelov)    | 84' Odjidja                                                  |
| 4 mei 2014 18:00 Jan Breydelstadion Brugge                    |                                                                  | 0-1                         | 86' Meunier (own)                                                 | Ryan Meunier, Engels, Duarte, De Bock Gudjohnsen (46' Castillo), Simons (83' Odjidja), Jørgensen Sobota, De Sutter, Lestienne (74' Refaelov)    | 84' Odjidja                                                  |
| 11 mei 2014 14:30 Stade Maurice Dufrasne Luik                 | Standard Luik                                                    | 0-1                         | Club Brugge                                                       | Ryan Meunier, Engels (63' Mechele), Duarte, De Bock Refaelov (78' Høgli), Simons, Jørgensen Sobota, Castillo (62' De Sutter), Lestienne         | 32' Jørgensen 52' Simons                                     |
| 11 mei 2014 14:30 Stade Maurice Dufrasne Luik                 |                                                                  | 0-1                         | 57' Sobota                                                        | Ryan Meunier, Engels (63' Mechele), Duarte, De Bock Refaelov (78' Høgli), Simons, Jørgensen Sobota, Castillo (62' De Sutter), Lestienne         | 32' Jørgensen 52' Simons                                     |
| 15 mei 2014 20:30 Cristal Arena Genk                          | KRC Genk                                                         | 3-2                         | Club Brugge                                                       | Ryan Meunier, Engels, Duarte (60' Vázquez), De Bock Refaelov (84' De Sutter), Høgli, Mechele Sobota, Castillo (65' Gudjohnsen), Lestienne       | 57' Duarte 88' De Bock 90+1' Gudjohnsen                      |
| 15 mei 2014 20:30 Cristal Arena Genk                          | 24' De Bock (own) 55' Kumordzi 83' Mboyo                         | 1-0 1-2 2-1 2-2 3-2         | 32' Lestienne 72' Sobota                                          | Ryan Meunier, Engels, Duarte (60' Vázquez), De Bock Refaelov (84' De Sutter), Høgli, Mechele Sobota, Castillo (65' Gudjohnsen), Lestienne       | 57' Duarte 88' De Bock 90+1' Gudjohnsen                      |
| 18 mei 2014 14:30 Jan Breydelstadion Brugge                   | Club Brugge                                                      | 2-0                         | Zulte Waregem                                                     | Ryan Meunier, Engels, Duarte, Høgli Refaelov (79' Wang), Simons, Jørgensen Sobota (66' Storm), Gudjohnsen (71' Castillo), Lestienne             | 37' Engels                                                   |
| 18 mei 2014 14:30 Jan Breydelstadion Brugge                   | 8' Gudjohnsen 75' Castillo                                       | 1-0 2-0                     |                                                                   | Ryan Meunier, Engels, Duarte, Høgli Refaelov (79' Wang), Simons, Jørgensen Sobota (66' Storm), Gudjohnsen (71' Castillo), Lestienne             | 37' Engels                                                   |

### Overzicht
| Speeldag  | 1 | 2 | 3 | 4  | 5  | 6  | 7  | 8  | 9  | 10 | 11 | 12 | 13 | 14 | 15 | 16 | 17 | 18 | 19 | 20 | 21 | 22 | 23 | 24 | 25 | 26 | 27 | 28 | 29 | 30 |  | 1  | 2  | 3  | 4  | 5  | 6  | 7  | 8  | 9  | 10 |
| --------- | - | - | - | -- | -- | -- | -- | -- | -- | -- | -- | -- | -- | -- | -- | -- | -- | -- | -- | -- | -- | -- | -- | -- | -- | -- | -- | -- | -- | -- |  | -- | -- | -- | -- | -- | -- | -- | -- | -- | -- |
| Resultaat | w | w | g | w  | g  | w  | w  | w  | w  | w  | v  | v  | v  | w  | g  | w  | w  | w  | g  | w  | v  | g  | v  | w  | w  | w  | w  | w  | g  | w  |  | w  | v  | v  | w  | g  | w  | v  | w  | v  | w  |
| Punten    | 3 | 6 | 7 | 10 | 11 | 14 | 17 | 20 | 23 | 26 | 26 | 26 | 26 | 29 | 30 | 33 | 36 | 39 | 40 | 43 | 43 | 44 | 44 | 47 | 50 | 53 | 56 | 59 | 60 | 63 |  | 35 | 35 | 35 | 38 | 39 | 42 | 42 | 45 | 45 | 48 |
| Positie   | 2 | 3 | 2 | 3  | 3  | 3  | 2  | 2  | 2  | 2  | 2  | 3  | 4  | 3  | 5  | 3  | 2  | 2  | 3  | 2  | 3  | 3  | 3  | 3  | 2  | 2  | 2  | 2  | 2  | 2  |  | 2  | 2  | 4  | 2  | 2  | 1  | 3  | 2  | 3  | 3  |

### Klassement voor de Play-offs
|        |    |                     | P  | W  | G  | V  | +  | -  | DS  | Ptn |
| ------ | -- | ------------------- | -- | -- | -- | -- | -- | -- | --- | --- |
| PO I   | 1  | Standard Luik       | 30 | 20 | 7  | 3  | 59 | 17 | +42 | 67  |
| PO I   | 2  | Club Brugge         | 30 | 19 | 6  | 5  | 54 | 28 | +26 | 63  |
| PO I   | 3  | RSC Anderlecht      | 30 | 18 | 3  | 9  | 61 | 31 | +30 | 57  |
| PO I   | 4  | SV Zulte Waregem    | 30 | 14 | 11 | 5  | 51 | 38 | +13 | 53  |
| PO I   | 5  | KSC Lokeren OV      | 30 | 15 | 6  | 9  | 48 | 31 | +17 | 51  |
| PO I   | 6  | KRC Genk            | 30 | 14 | 3  | 13 | 42 | 39 | +3  | 45  |
| PO II  | 7  | AA Gent             | 30 | 12 | 8  | 10 | 39 | 37 | +2  | 44  |
| PO II  | 8  | KV Kortrijk         | 30 | 10 | 9  | 11 | 42 | 44 | -2  | 39  |
| PO II  | 9  | KV Oostende         | 30 | 9  | 7  | 14 | 28 | 46 | -18 | 34  |
| PO II  | 10 | Sporting Charleroi  | 30 | 8  | 10 | 12 | 36 | 41 | -5  | 34  |
| PO II  | 11 | Cercle Brugge       | 30 | 9  | 6  | 15 | 29 | 55 | -26 | 33  |
| PO II  | 12 | Lierse SK           | 30 | 9  | 5  | 16 | 36 | 53 | -17 | 32  |
| PO II  | 13 | KV Mechelen         | 30 | 8  | 7  | 15 | 34 | 51 | -17 | 31  |
| PO II  | 14 | Waasland-Beveren    | 30 | 6  | 13 | 11 | 28 | 35 | -7  | 31  |
| PO III | 15 | Oud-Heverlee Leuven | 30 | 6  | 9  | 15 | 30 | 47 | -17 | 27  |
| PO III | 16 | RAEC Mons           | 30 | 6  | 4  | 20 | 29 | 53 | -24 | 22  |

### Klassement na de Play-offs
|           | #  | Club           | GS | W | G | V | DV | DT | DS  | PTN |
| --------- | -- | -------------- | -- | - | - | - | -- | -- | --- | --- |
| K         | 1. | RSC Anderlecht | 10 | 7 | 1 | 2 | 17 | 6  | +11 | 51  |
| CL        | 2. | Standard Luik  | 10 | 4 | 3 | 3 | 14 | 11 | +3  | 49  |
| EL        | 3. | Club Brugge    | 10 | 5 | 1 | 4 | 16 | 11 | +5  | 48  |
| (barrage) | 4. | Zulte Waregem  | 10 | 4 | 2 | 4 | 16 | 15 | +1  | 41  |
| (beker)   | 5. | KSC Lokeren    | 10 | 2 | 2 | 6 | 14 | 25 | -11 | 34  |
|           | 6. | KRC Genk       | 10 | 2 | 3 | 5 | 10 | 19 | -9  | 32  |

#### Uitrustingen reguliere competitie
| CHA (thuis) | OOS (uit) | ZWA (thuis) | MEC (uit) | GNT (thuis) | WAAS (uit) | LIE (thuis) | RSCA (thuis) | BER (uit) | OHL (thuis) |

| KOR (uit) | GNK (thuis) | CER (uit) | LOK (thuis) | STA (uit) | LOK (uit) | OOS (thuis) | MEC (thuis) | CHA (uit) | GNT (uit) |

| WAAS (thuis) | LIE (uit) | RSCA (uit) | BER (thuis) | GNK (uit) | KOR (thuis) | OHL (uit) | STA (thuis) | ZWA (uit) |  | CER (thuis) |

#### Uitrustingen Play-offs
| LOK (thuis) | RSCA (uit) | ZWA (uit) | GNK (thuis) | STA (thuis) |

| LOK (uit) | RSCA (thuis) | STA (uit) | GNK (uit) | ZWA (thuis) |

## UEFA Europa League

### Wedstrijden
| UEFA Europa League                              |                                         |                         |                                 | |                                      |
| Wedstrijddetails                                | Thuisploeg                              | Uitslag                 | Uitploeg                        | Opstelling | Kaarten                              |
| Derde voorronde                                 |                                         |                         |                                 | |                                      |
| 1 augustus 2013 20:45 Stadion Miejski Wrocław   | Slask Wroclaw                           | 1-0                     | Club Brugge                     | Ryan Høgli, Mechele, Duarte, De Bock (46' Bolingoli) Verstraete, Simons, Blondel Refaelov (65' Gudjohnsen), De Sutter, Wang (78' Dierckx) | 8' De Bock 14' Høgli                 |
| 1 augustus 2013 20:45 Stadion Miejski Wrocław   | 64' Plaku                               | 1-0                     |                                 | Ryan Høgli, Mechele, Duarte, De Bock (46' Bolingoli) Verstraete, Simons, Blondel Refaelov (65' Gudjohnsen), De Sutter, Wang (78' Dierckx) | 8' De Bock 14' Høgli                 |
| 8 augustus 2013 20:45 Jan Breydelstadion Brugge | Club Brugge                             | 3-3                     | Slask Wroclaw                   | Ryan Høgli, Duarte, Mechele, De Bock Simons, Vázquez (76' Gudjohnsen), Blondel (46' Refaelov) Wang, De Sutter, Lestienne                  | 42' Lestienne 54' De Sutter 89' Wang |
| 8 augustus 2013 20:45 Jan Breydelstadion Brugge | 58' Refaelov 79' Duarte 90+1' De Sutter | 0-1 1-1 1-2 1-3 2-3 3-3 | 8' Sobota 60' Paixão 76' Sobota | Ryan Høgli, Duarte, Mechele, De Bock Simons, Vázquez (76' Gudjohnsen), Blondel (46' Refaelov) Wang, De Sutter, Lestienne                  | 42' Lestienne 54' De Sutter 89' Wang |

### Derde voorronde (heen)
|                                               |               |                |             |                                                                              |
| 1 augustus 2013 Voorrondes UEFA Europa League | Śląsk Wrocław | 1 – 0          | Club Brugge | Stadion Miejski, Wrocław Toeschouwers: 17.134 Scheidsrechter: Anthony Taylor |
| 1 augustus 2013 Voorrondes UEFA Europa League | 64' Plaku     | Wedstrijdfiche |             | Stadion Miejski, Wrocław Toeschouwers: 17.134 Scheidsrechter: Anthony Taylor |

| Śląsk Wrocław | Club Brugge |

| Śląsk Wrocław (4–2–3–1): |    |                        |     |
|                          |    |                        |     |
| GK                       | 33 | Rafał Gikiewicz        |     |
| RB                       | 2  | Krzysztof Ostrowski    | 60' |
| CB                       | 3  | Adam Kokoszka          |     |
| CB                       | 17 | Mariusz Pawelec        |     |
| LB                       | 12 | Dudu Paraíba           |     |
| CM                       | 26 | Przemysław Kaźmierczak |     |
| CM                       | 16 | Dalibor Stevanović     | 20' |
| RM                       | 5  | Waldemar Sobota        |     |
| AM                       | 11 | Sebastian Mila         |     |
| LM                       | 7  | Sebino Plaku           | 64' |
| CF                       | 19 | Marco Paixão           | 88' |
| Wisselspelers:           |    |                        |     |
|                          |    |                        |     |
| DF                       | 24 | Tadeusz Socha          | 60' |
| FW                       | 9  | Sylwester Patejuk      | 88' |
| Coach:                   |    |                        |     |
| Stanislav Levý           |    |                        |     |

| Club Brugge (4–3–3): |    |                   |        |
|                      |    |                   |        |
| GK                   | 21 | Mathew Ryan       |        |
| RB                   | 2  | Tom Høgli         | 14'    |
| CB                   | 4  | Óscar Duarte      |        |
| CB                   | 44 | Brandon Mechele   |        |
| LB                   | 28 | Laurens De Bock   | 8' 46' |
| DM                   | 3  | Timmy Simons      |        |
| CM                   | 11 | Jonathan Blondel  |        |
| CM                   | 41 | Birger Verstraete |        |
| RW                   | 15 | Shangyuan Wang    | 78'    |
| CF                   | 9  | Tom De Sutter     |        |
| LW                   | 8  | Lior Refaelov     | 65'    |
| Wisselspelers:       |    |                   |        |
|                      |    |                   |        |
| DF                   | 63 | Boli Bolingoli    | 46'    |
| FW                   | 22 | Eiður Guðjohnsen  | 65'    |
| FW                   | 55 | Tuur Dierckx      | 78'    |
| Coach:               |    |                   |        |
| Juan Carlos Garrido  |    |                   |        |

### Derde voorronde (terug)
|                                               |                                       |                |                           |                                                                                  |
| 8 augustus 2013 Voorrondes UEFA Europa League | Club Brugge                           | 3 – 3          | Śląsk Wrocław             | Jan Breydelstadion, Brugge Toeschouwers: 25.945 Scheidsrechter: Miroslav Zelinka |
| 8 augustus 2013 Voorrondes UEFA Europa League | 58' Refaelov 80' Duarte 90' De Sutter | Wedstrijdfiche | 9', 76' Sobota 60' Paixão | Jan Breydelstadion, Brugge Toeschouwers: 25.945 Scheidsrechter: Miroslav Zelinka |

| Club Brugge | Śląsk Wrocław |

| Club Brugge (4–3–3): |    |                  |     |
|                      |    |                  |     |
| GK                   | 21 | Mathew Ryan      |     |
| RB                   | 2  | Tom Høgli        |     |
| CB                   | 4  | Óscar Duarte     |     |
| CB                   | 44 | Brandon Mechele  |     |
| LB                   | 28 | Laurens De Bock  |     |
| DM                   | 3  | Timmy Simons     |     |
| CM                   | 11 | Jonathan Blondel | 46' |
| CM                   | 13 | Víctor Vázquez   | 77' |
| RW                   | 15 | Shangyuan Wang   | 89' |
| CF                   | 9  | Tom De Sutter    | 53' |
| LW                   | 16 | Maxime Lestienne | 41' |
| Wisselspelers:       |    |                  |     |
|                      |    |                  |     |
| MF                   | 8  | Lior Refaelov    | 46' |
| FW                   | 22 | Eiður Guðjohnsen | 77' |
| Coach:               |    |                  |     |
| Juan Carlos Garrido  |    |                  |     |

| Śląsk Wrocław (4–2–3–1): |    |                        |         |
|                          |    |                        |         |
| GK                       | 33 | Rafał Gikiewicz        |         |
| RB                       | 2  | Krzysztof Ostrowski    | 31' 55' |
| CB                       | 3  | Adam Kokoszka          |         |
| CB                       | 17 | Mariusz Pawelec        | 62'     |
| LB                       | 12 | Dudu Paraíba           | 90'     |
| CM                       | 26 | Przemysław Kaźmierczak |         |
| CM                       | 16 | Dalibor Stevanović     |         |
| RM                       | 5  | Waldemar Sobota        |         |
| AM                       | 11 | Sebastian Mila         |         |
| LM                       | 7  | Sebino Plaku           |         |
| CF                       | 19 | Marco Paixão           | 54' 83' |
| Wisselspelers:           |    |                        |         |
|                          |    |                        |         |
| DF                       | 24 | Tadeusz Socha          | 55' 56' |
| FW                       | 9  | Sylwester Patejuk      | 83'     |
| Coach:                   |    |                        |         |
| Stanislav Levý           |    |                        |         |

## Beker van België

### Wedstrijden
| Beker van België                                                 |                      |         |               | |                             |
| Wedstrijddetails                                                 | Thuisploeg           | Uitslag | Uitploeg      | Opstelling | Kaarten                     |
| 1/16 finale                                                      |                      |         |               | |                             |
| 25 september 2013 20:00 Burgemeester Thienpontstadion Oudenaarde | KSV Oudenaarde (III) | 0-1     | Club Brugge   | Ryan Høgli, Duarte, Engels, Bolingoli Odjidja, Simons, Jørgensen Lestienne, Fatai (67' De Sutter), Sobota (76' Refaelov)                       | 66' Fatai 90' Odjidja       |
| 25 september 2013 20:00 Burgemeester Thienpontstadion Oudenaarde |                      | 0-1     | 57' Jørgensen | Ryan Høgli, Duarte, Engels, Bolingoli Odjidja, Simons, Jørgensen Lestienne, Fatai (67' De Sutter), Sobota (76' Refaelov)                       | 66' Fatai 90' Odjidja       |
| 1/8 finale                                                       |                      |         |               | |                             |
| 4 december 2013 20:45 Guldensporenstadion Kortrijk               | KV Kortrijk          | 1-0     | Club Brugge   | Ryan Meunier, Mechele, Engels, De Bock (106' Sobota) Odjidja, Jørgensen, Simons, Vázquez (68' Refaelov) De Sutter (45+1' De Sutter), Lestienne | 102' Mechele 113' Jørgensen |
| 4 december 2013 20:45 Guldensporenstadion Kortrijk               | 98' Santini          | 1-0     |               | Ryan Meunier, Mechele, Engels, De Bock (106' Sobota) Odjidja, Jørgensen, Simons, Vázquez (68' Refaelov) De Sutter (45+1' De Sutter), Lestienne | 102' Mechele 113' Jørgensen |

### Laatste 16
|  | 1/8 finale | 1/8 finale          | 1/8 finale    |         |                   | kwartfinale | kwartfinale | kwartfinale |  |  | halve finale | halve finale | halve finale |   |  | finale | finale | finale |
|  |            |                     |               |         |                   |             |             |             |  |  |              |              |              |   |  |        |        |        |
|  |            | Lierse SK           | 0 (7)         |         |                   |             |             |             |  |  |              |              |              |   |  |        |        |        |
|  |            | KV Oostende         | 0 (8)         |         |                   |             |             |             |  |  |              |              |              |   |  |        |        |        |
|  |            | KV Oostende         | 0 (8)         |         | KRC Genk          | 0           |             |             |  |  |              |              |              |   |  |        |        |        |
|  |            |                     |               |         | KRC Genk          | 0           |             |             |  |  |              |              |              |   |  |        |        |        |
|  |            |                     | KV Oostende   | 0 1     |                   |             |             |             |  |  |              |              |              |   |  |        |        |        |
|  |            | KRC Genk            | KV Oostende   | 0 1     | 2                 |             |             |             |  |  |              |              |              |   |  |        |        |        |
|  |            |                     |               |         | 2                 |             |             |             |  |  |              |              |              |   |  |        |        |        |
|  |            | KV Mechelen         | 1             |         |                   |             |             |             |  |  |              |              |              |   |  |        |        |        |
|  |            |                     |               |         |                   |             | KV Oostende | 1 (8)       |  |  |              |              |              |   |  |        |        |        |
|  |            |                     |               |         |                   |             |             |             |  |  |              |              |              |   |  |        |        |        |
|  |            |                     | KSC Lokeren   | 1 (9)   |                   |             |             |             |  |  |              |              |              |   |  |        |        |        |
|  |            | KVC Westerlo (II)   | KSC Lokeren   | 1 (9)   | 2 (4)             |             |             |             |  |  |              |              |              |   |  |        |        |        |
|  |            |                     |               |         | 2 (4)             |             |             |             |  |  |              |              |              |   |  |        |        |        |
|  |            | RSC Anderlecht      | 2 (3)         |         |                   |             |             |             |  |  |              |              |              |   |  |        |        |        |
|  |            | RSC Anderlecht      | 2 (3)         |         | KVC Westerlo (II) | 0 2         |             |             |  |  |              |              |              |   |  |        |        |        |
|  |            |                     |               |         | KVC Westerlo (II) | 0 2         |             |             |  |  |              |              |              |   |  |        |        |        |
|  |            |                     | KSC Lokeren   | 1 4     |                   |             |             |             |  |  |              |              |              |   |  |        |        |        |
|  |            | Waasland-Beveren    | KSC Lokeren   | 1 4     | 1                 |             |             |             |  |  |              |              |              |   |  |        |        |        |
|  |            |                     |               |         | 1                 |             |             |             |  |  |              |              |              |   |  |        |        |        |
|  |            | KSC Lokeren         | 3             |         |                   |             |             |             |  |  |              |              |              |   |  |        |        |        |
|  |            |                     |               |         |                   |             |             |             |  |  |              |              | KSC Lokeren  | 1 |  |        |        |        |
|  |            |                     |               |         |                   |             |             |             |  |  |              |              |              | 1 |  |        |        |        |
|  |            |                     | Zulte Waregem | 0       |                   |             |             |             |  |  |              |              |              |   |  |        |        |        |
|  |            | Club Brugge         | Zulte Waregem | 0       | 0                 |             |             |             |  |  |              |              |              |   |  |        |        |        |
|  |            | Club Brugge         |               |         | 0                 |             |             |             |  |  |              |              |              |   |  |        |        |        |
|  |            | KV Kortrijk         | 1             |         |                   |             |             |             |  |  |              |              |              |   |  |        |        |        |
|  |            | KV Kortrijk         | 1             |         | KAA Gent          | 1 0 (5)     |             |             |  |  |              |              |              |   |  |        |        |        |
|  |            |                     |               |         | KAA Gent          | 1 0 (5)     |             |             |  |  |              |              |              |   |  |        |        |        |
|  |            |                     | KV Kortrijk   | 0 1 (4) |                   |             |             |             |  |  |              |              |              |   |  |        |        |        |
|  |            | KAA Gent            | KV Kortrijk   | 0 1 (4) | 3                 |             |             |             |  |  |              |              |              |   |  |        |        |        |
|  |            |                     |               |         | 3                 |             |             |             |  |  |              |              |              |   |  |        |        |        |
|  |            | Oud-Heverlee Leuven | 0             |         |                   |             |             |             |  |  |              |              |              |   |  |        |        |        |
|  |            |                     |               |         |                   |             | KAA Gent    | 0           |  |  |              |              |              |   |  |        |        |        |
|  |            |                     |               |         |                   |             |             |             |  |  |              |              |              |   |  |        |        |        |
|  |            |                     | Zulte Waregem | 1 0     |                   |             |             |             |  |  |              |              |              |   |  |        |        |        |
|  |            | Zulte Waregem       | Zulte Waregem | 1 0     | 3                 |             |             |             |  |  |              |              |              |   |  |        |        |        |
|  |            | Zulte Waregem       |               |         | 3                 |             |             |             |  |  |              |              |              |   |  |        |        |        |
|  |            | Sporting Charleroi  | 0             |         |                   |             |             |             |  |  |              |              |              |   |  |        |        |        |
|  |            | Sporting Charleroi  | 0             |         | Zulte Waregem     | 1 2         |             |             |  |  |              |              |              |   |  |        |        |        |
|  |            |                     |               |         | Zulte Waregem     | 1 2         |             |             |  |  |              |              |              |   |  |        |        |        |
|  |            |                     | Cercle Brugge | 0 3     |                   |             |             |             |  |  |              |              |              |   |  |        |        |        |
|  |            | Cercle Brugge       | Cercle Brugge | 0 3     | 1                 |             |             |             |  |  |              |              |              |   |  |        |        |        |
|  |            | Cercle Brugge       |               |         | 1                 |             |             |             |  |  |              |              |              |   |  |        |        |        |
|  |            | Standard Luik       | 0             |         |                   |             |             |             |  |  |              |              |              |   |  |        |        |        |

Opmerking: het getal tussen haakjes duidt op het resultaat in de strafschoppenreeks